# Studio Kai
Studio Kai Inc. (Nhật: スタジオKAI Hepburn: Kabushiki-gaisha Sutajio KAI) là một xưởng phim hoạt hình Nhật Bản được thành lập bởi ADK Emotions vào tháng 6 năm 2019. Xưởng phim tọa lạc tại Suginami, Tokyo.

## Lich sử
Studio Kai được thành lập vào tháng 6 năm 2019 bởi ADK Emotions (một công ty con của Asatsu-DK). Vào tháng 7 năm 2019, Gonzo chuyển giao một số hoạt động sản xuất kinh doanh và quyền sở hữu trí tuệ của họ cho Studio Kai. Studio Kai thua lỗ hơn 165 triệu yên theo một báo cáo tài chính vào năm 2020.

## Tác phẩm

### Anime truyền hình
| Năm          | Tựa đề                                                                                             | Ngày phát sóng | Ngày phát sóng | Đạo diễn            | Số tập | Ghi chú                                                                                           |
| Năm          | Tựa đề                                                                                             | Bắt đầu        | Kết thúc       | Đạo diễn            | Số tập | Ghi chú                                                                                           |
| ------------ | -------------------------------------------------------------------------------------------------- | -------------- | -------------- | ------------------- | ------ | ------------------------------------------------------------------------------------------------- |
| 2021         | Uma Musume Pretty Derby Season 2                                                                   | 5 tháng 1      | 30 tháng 3     | Oikawa Kei          | 13     | Mùa thứ hai của Uma Musume Pretty Derby.                                                          |
| 2021         | Super Cub                                                                                          | 7 tháng 4      | 23 tháng 6     | Toshiro Fujii       | 12     | Chuyển thể từ bộ light novel cùng tên của Tone Kōken.                                             |
| 2022         | Gaikotsu kishi-sama, tadaima isekai e odekakechuu                                                  | 7 tháng 4      | 23 tháng 6     | Ono Katsumi         | 12     | Chuyển thể từ bộ light novel của Hakari Ennki; hợp tác sản xuất với HORNETS.                      |
| 2022         | Shin Tennis no Ōji-sama: U-17 World Cup                                                            | 7 tháng 7      | 29 tháng 9     | Kawaguchi Keiichiro | 13     | Chuyển thể từ manga Tennis no Ōji-sama của Konomi Takeshi; hợp tác sản xuất với M.S.C.            |
| 2022         | Shine Post                                                                                         | 12 tháng 7     | 19 tháng 10    | Oikawa Kei          | 12     | Dựa trên bộ light novel do Rakuda viết và Buriki vẽ minh họa.                                     |
| 2022         | Fuuto PI                                                                                           | 8 tháng 8      | 17 tháng 10    | Kabashima Yousuke   | 12     | Chuyển thể từ bộ manga của Sanjō Riku, nối tiếp câu chuyện của Kamen Rider W.                     |
| 2023         | Captain Tsubasa Season 2: Junior Youth-hen                                                         | 1 tháng 10     |                | Ono Katsumi         |        | Mùa hai của anime Captain Tsubasa (phiên bản năm 2018); chuyển thể từ manga của Takahashi Yōichi. |
| 2023         | Uma Musume Pretty Derby Season 3                                                                   | 5 tháng 10     | 28 tháng 12    | Oikawa Kei          | 13     | Mùa thứ ba của Uma Musume Pretty Derby.                                                           |
| 2024         | Loop 7-kaime no Akuyaku Reijō wa, Moto Tekikoku de Jiyū Kimamana Hanayome Seikatsu o Mankitsu Suru | 7 tháng 1      | 24 tháng 3     | Iwata Kazuya        | 12     | Dựa theo light novel viết bởi Amekawa Tоuko.                                                      |
| Chưa công bố | Yūsha-kei ni Shosu                                                                                 |                |                |                     |        | Dựa theo light novel viết bởi Rocket Shokai và do Mephisto minh họa.                              |

### Phim điện ảnh
- Fūto Tantei: Kamen Rider Skull no Shōzō (2024)[15]

### Original net animation (ONA)
| Tựa đề                                                        | Đạo diễn            | Ngày phát hành                                      | Số tập | Thời lượng | Ghi chú                                                                                              | Nguồn         |
| ------------------------------------------------------------- | ------------------- | --------------------------------------------------- | ------ | ---------- | --- | ------------- |
| Mushikago no kagasuteru                                       | Chigira Koichi      | 6 tháng 2, 2020                                     | 12     | 25–33 phút | Tập ONA dựa trên bộ manga cùng tên của Hashimoto Kachō.                                              | [ 16 ]        |
| 7 Seeds Part 2                                                | Takahashi Yukio     | 26 tháng 3, 2020                                    | 12     | 24–31 phút | Phần tiếp theo của 7 Seeds, sản xuất tập 13–24. Dựa trên bộ manga cùng tên của Tamura Yumi.          | [ 17 ]        |
| Shin Tennis no Ouji-sama: Hyoutei vs. Rikkai - Game of Future | Kawaguchi Keiichiro | 13 tháng 2, 2021 (phần 1) 17 tháng 4, 2021 (phần 2) | 2      | 45–47 phút | Dựa trên manga Tennis no ōjisama của Konomi Takeshi. Hợp tác sản xuất với M.S.C.                     | [ 18 ] [ 19 ] |
| Uma Musume Pretty Derby 1st Anniversary Special Animation     | Oikawa Kei          | 22 tháng 2, 2022                                    | 1      | 7 phút     | Tập anime đặc biệt kỉ niệm 1 năm phát hành trò chơi Uma Musume Pretty Derby; phát hành trên YouTube. | [ 20 ]        |